# Otylia Kałuża
Otylia Tabacka-Kałuża pseudonim Orłowska (ur. 23 maja 1907 w Orzeszu, zm. 23 października 1981 w Chorzowie) – polska lekkoatletka.

## Życiorys
Wychowanka klubu „Sokół” Orzesze, następnie zawodniczka klubów KKS Katowice oraz Stadion Królewska Huta/Chorzów, po wojnie AKS Chorzów i Budowlani Chorzów. Olimpijka z Amsterdamu (1928). Uczestniczka Światowych Igrzysk Kobiet w 1930 oraz mistrzostw Europy w 1938 Wicemistrzyni Europy w sztafecie 4 × 100 m (48.2). 
26-krotna mistrzyni Polski w biegach na 60 m (1933), 100 m (1933, 1939), 200 m (1928, 1930-1933, 1939), 800 m (1929-1930), biegu przełajowym (1928, 1930) oraz w biegach sztafetowych (po raz ostatni w 1950 r.). 9-krotna rekordzistka Polski na 800 m (1928) oraz w sztafetach. Rekordy życiowe: 60 m - 7.8 (1933), 100 m - 12.5 (1938), 200 m - 26.0 (1939), 800 m - 2:30.0 (1928). Po wojnie trenerka AKS Chorzów i działaczka Śląskiego Okręgowego Związku LA. Wychowała m.in. olimpijczyków Wiesława Króla i Halinę Richter-Górecką.
Została pochowana na cmentarzu parafialnym Św. Jadwigi Śląskiej przy ul. M. Drzymały w Chorzowie (sektor B3, rząd 10, grób 1).

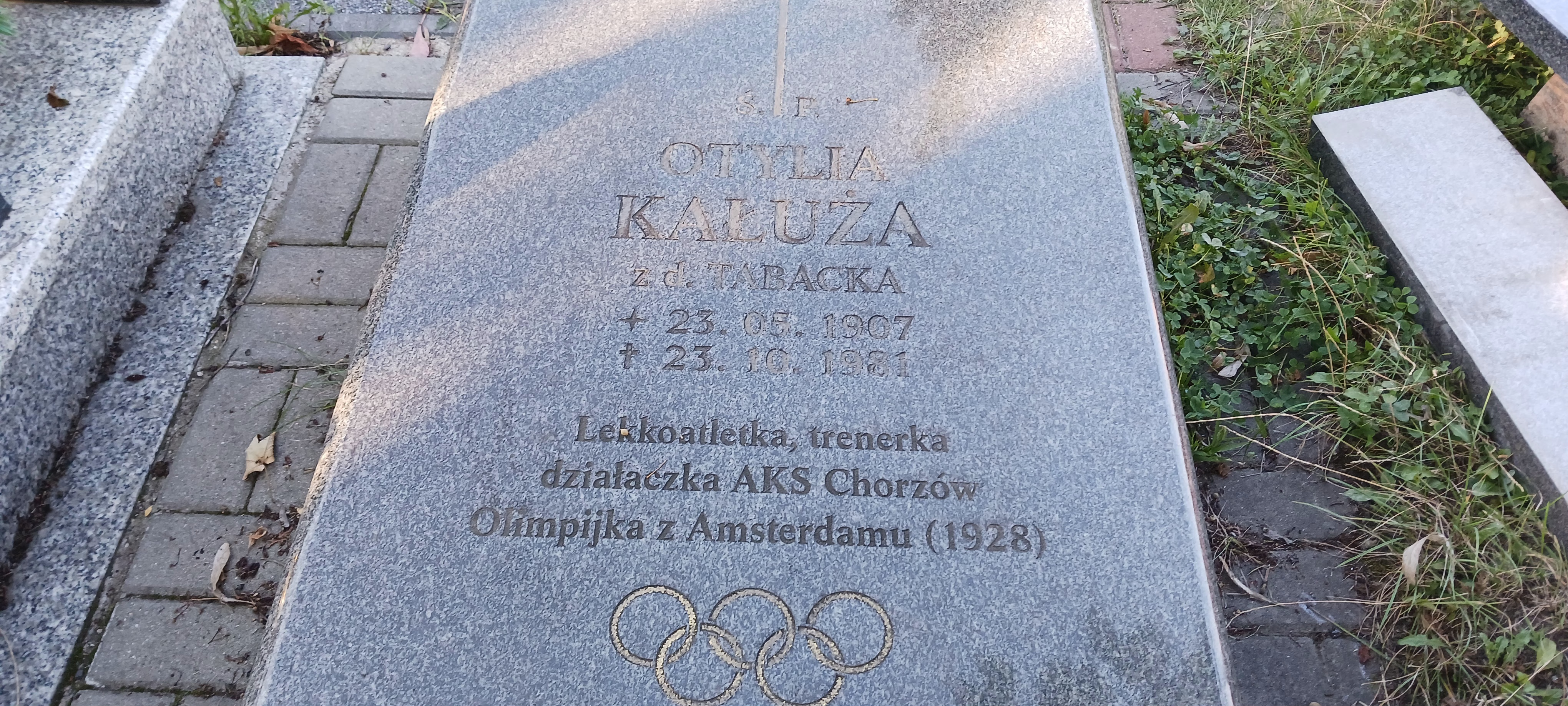
Grób Otylii Kałuży